# Извор Убавац
Извор Убавац се налази на Фрушкој гори, у Великој Ремети. Посвећен је Светом Димитрију, установљен је 1899. године.
До извора се стиже макадамом који почиње на првој великој раскрсници у подножју села. Место на којем се налази спада у посед манастира Велика Ремета, тако да је братство манастира изнад њега подигло капелу.
По легенди, народ га је дубоко поштовао због разноразних лековитих својстава, међу којима се најчешће истиче лечење вида. 